# MY PRECIOUS -Shizuka sings songs of Miyuki-
『MY PRECIOUS -Shizuka sings songs of Miyuki-』（マイ・プレシャス シズカ・シングス・ソングス・オブ・ミユキ）は、工藤静香の通算2枚目のカバー・アルバム。2008年8月20日発売。発売元はポニーキャニオン。

## 解説
2002年10月30日に発表された初めてのカバー・アルバム『昭和の階段 Vol.1』に続く、第2弾作品。
第1弾は様々な歌手の曲を、世に出た順番を遡るように並べたオムニバス風カバー集であったので、単独アーティストのみの楽曲で製作されたカバー集としては初作品。
仮タイトルは『工藤静香 sings 中島みゆき』であった。2000年以降、様々な歌手がカバー・アルバムを発表しているが、「日本の単独アーティストが、日本の単独アーティスト楽曲だけをカバーしたアルバム」は稀有。ただし、全く同コンセプト・アルバムとして、工藤と同様に中島からの提供曲が多い研ナオコによる『NAOKO VS MIYUKI/研ナオコ、中島みゆきを歌う』がある。
本作製作のきっかけは、2007年11月、「中島みゆき コンサートツアー2007」の東京国際フォーラム公演を観覧した工藤がその楽曲のスタンダード性を再認識し「歌いたい」と、強く思ったこと。その後、関係者を通じ中島にオファー。中島が「好きなように歌って」とアドバイスとともに快諾。
工藤はデビュー当時から中島ファンを公言。その際、話題に上っていた楽曲は「やまねこ」「あたいの夏休み」など、本作にはそれらの楽曲が発表された1985年前後（のちに中島が自ら「御乱心の時代」と語った時期）の楽曲と、1990年代から2000年代にかけ、テレビドラマ主題歌に起用された楽曲を中心に収録。
その他、中島から作詞・作曲ともに提供を受けたオリジナル全3曲（「激情」「雪・月・花」「Clāvis -鍵-」）がボーナス・トラックとして収録。
本作には収録されていないが、過去にテレビ番組でカバーした楽曲では「時代」「悪女」「地上の星」などがある。
レコーディング時、約30曲に実際に声をあて、最終的に11曲まで絞り込んでいる。
工藤は「あした」を収録したかったが、どんな風に歌ってもハマらず、スタッフの判断で断念した、とのこと。
本作は工藤が1987年8月31日にソロデビューして以来、20年目を迎えた記念イヤーの最後を締めくくる作品。その他の「20周年記念アイテム」は「#関連作品」を参照。
本作で10年ぶりに、オリコン・アルバム・ヒットチャートにおいて20位以内にランクイン。

## 収録曲
- 全曲作詞・作曲: 中島みゆき

|    | 楽曲               | 演奏時間 | 編曲     | 中島みゆき収録作品                                                       | 備考                                 |
| -- | ------------------ | -------- | -------- | ------------------------------------------------------------------------ | ------------------------------------ |
| 1  | 空と君のあいだに   | 4:55     | 澤近泰輔 | LOVE OR NOTHING Singles 2000 ここにいるよ                                | NTV系『家なき子』主題歌              |
| 2  | 銀の龍の背に乗って | 5:45     | 市川淳   | 恋文 十二単〜Singles 4〜 中島みゆき・21世紀ベストセレクション『前途』    | CX系『Dr.コトー診療所』主題歌        |
| 3  | 見返り美人         | 4:31     | 澤近泰輔 | 36.5℃ Singles Singles II                                                 |                                      |
| 4  | やまねこ           | 3:56     | 松浦晃久 | 36.5℃ Singles                                                            |                                      |
| 5  | 涙 -Made in tears- | 4:58     | 前嶋康明 | グッバイガール Singles II                                                | 前川清 提供曲                        |
| 6  | カム・フラージュ   | 3:38     | 市川淳   | 御色なおし                                                               | 柏原芳恵 提供曲                      |
| 7  | 浅い眠り           | 5:13     | 市川淳   | EAST ASIA Singles II                                                     | CX系『親愛なる者へ』主題歌           |
| 8  | 土用波             | 4:45     | 坂本昌之 | 中島みゆき いまのきもち                                                  |                                      |
| 9  | 命の別名           | 4:30     | 澤近泰輔 | わたしの子供になりなさい Singles 2000                                    | TBS系『聖者の行進』主題歌            |
| 10 | 宙船（そらふね）   | 3:45     | 松浦晃久 | ララバイSINGER 中島みゆき・21世紀ベストセレクション『前途』 ここにいるよ | TOKIO 提供曲                         |
| 11 | すずめ             | 4:45     | 澤近泰輔 | 御色なおし                                                               | 増田けい子 提供曲                    |
| 12 | 激情               | 4:37     | 瀬尾一三 | 中島みゆきCONCERT TOUR '97「パラダイス・カフェ」(コンサート)             | CX系『ゆずれない夜』主題歌           |
| 13 | 雪・月・花         | 4:45     | 瀬尾一三 | おとぎばなし-Fairy Ring-                                                 | CX系『金曜エンタテイメント』テーマ曲 |
| 14 | Clāvis -鍵-        | 5:57     | 瀬尾一三 | ララバイSINGER                                                           | NTV系『DRAMA COMPLEX』挿入歌         |

（12〜14はボーナス・トラック）

## 参加ミュージシャン
| 空と君のあいだに - Bass：惠美直也 - Drums：大久保敦夫 - Guitar：狩野良昭 - Piano & Programming：澤近泰輔 - Chorus：AMAZONS 銀の龍の背に乗って - Bass：種子田健 - Guitar：石成正人 - Strings：弦一徹ストリングス - Chorus：高屋亜希那 見返り美人 - Guitar & Mandolin：田代耕一郎 - Violin & Viola：クラッシャー木村 - Programming：澤近泰輔 やまねこ - Bass：岡雄三 - Drums：小田原豊 - Guitar：田中義人 - Chorus：KAZCO - Programming：松浦晃久 - G.Guitar：武沢侑昴 涙 -Made in tears- - Bass：堀川真理夫, 吉田太郎 - Guitar：石成正人 - Strings：弦一徹ストリングス - Programming：前嶋康明 カム・フラージュ - Bass：種子田健 - Guitar：成川正憲 - Programming：市川淳 浅い眠り - Bass：種子田健 - Guitar：古川昌義 - Programming：市川淳 | 土用波 - Bass：美久月千晴 - Drums：山木秀夫 - Guitar：古川望 - Piano & Hammond organ：坂本昌之 命の別名 - Bass：惠美直也 - Drums：大久保敦夫 - Strings：クラッシャー木村ストリングス - E.Guitar：狩野良昭 - A.Guitar：笛吹利明 宙船（そらふね） - Programming：松浦晃久 - G.Guitar：武沢侑昴・田中義人 すずめ - Piano & Programming：澤近泰輔 激情 - Bass：美久月千晴 - Drums：山木秀夫 - Guitar：今剛 - Chorus：坪倉唯子, 和田惠子 - Keyboards：中西康晴 - Synthesizer programming：浦田恵司 - Computer programming：瀬尾一三 雪・月・花 - Bass：美久月千晴 - Guitar：古川望 - Strings：栄田ストリングス - Keyboards：中西康晴 - Synthesizer programming：浦田恵司 Clāvis -鍵- - Bass：松原秀樹 - Drums：村石雅行 - E.Guitar：古川望 - A.Guitar：中村修司 - Keyboard & Synthesizer operater：小林信吾 - Latin Percussions：三沢またろう |

## 関連作品
- Shizuka Kudo 20th Anniversary the Best - シングルA面セレクション・アルバム。
- Shizuka Kudo THE LIVE DVD COMPLETE BOX - ライヴ映像作品の完全収納BOX。
- 20th Anniversary B-side collection - シングルB面コレクション・アルバム。
- 昭和の階段 Vol.1 - 作詞・作曲が中島みゆきの「かもめはかもめ」をカヴァーしている。
- My Treasure Best -中島みゆき×後藤次利コレクション- - 中島みゆきが作詞提供し、後藤次利が作曲した曲からなるコレクション・アルバム。
- 青い炎 - 2021年に制作された工藤による中島みゆきカバーアルバム第2弾。
- 宙船/do! do! do! - TOKIOのシングル。